# Liste der Monuments historiques in Choisy-en-Brie
Die Liste der Monuments historiques in Choisy-en-Brie führt die Monuments historiques in der französischen Gemeinde Choisy-en-Brie auf.

## Liste der Bauwerke
| Bezeichnung              | Beschreibung                  | Standort | Kennzeichnung | Schutzstatus | Datum | Bild           |
| ------------------------ | ----------------------------- | -------- | ------------- | ------------ | ----- | -------------- |
| Kirche St-Pierre-St-Paul | Erbaut im 12./13. Jahrhundert | (Lage)   | PA00086895    | Inscrit      | 1969  | weitere Bilder |

## Liste der Objekte

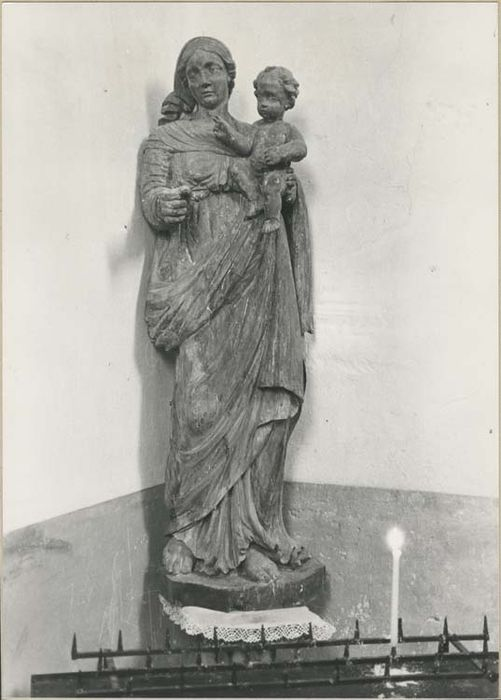
Skulptur Madonna und Kind aus dem 18. Jahrhundert in der Kirche St-Pierre-St-Paul

- Monuments historiques (Objekte) in Choisy-en-Brie in der Base Palissy des französischen Kultusministeriums